# Élections cantonales schaffhousoises de 2020
Les élections cantonales schaffhousoises de 2020 ont lieu les 30 août et 27 septembre 2020 dans le but d'élire les 60 membres du Conseil cantonal (législatif) et les 5 membres du Conseil d'État (exécutif) du canton de Schaffhouse.

## Résultats
Les élections au parlement du 30 août 2021 sont remportées par Les Verts et les Vert'libéraux, qui gagnent au total quatre sièges supplémentaires. Avec cinq députés chacun, ils peuvent désormais constituer un groupe indépendant. Les partis gouvernementaux (Parti socialiste, Parti libéral-radical et UDC) sont les perdants et doivent chacun céder un siège (deux pour le Parti socialiste en comptant celui de la Jeunesse socialiste suisse). L'UDC reste le parti le mieux représenté avec 20 sièges et les partis bourgeois conservent tout juste leur majorité.
Les élections au gouvernement du 27 septembre 2020 sont remportées par le Parti socialiste (PS), qui parvient à faire élire un deuxième représentant au détriment des libéraux-radicaux (PLR) : le sortant Christian Amsler, qui siégeait depuis dix ans au gouvernement et qui avait été critiqué pour ne pas avoir pris au sérieux une affaire d'examens inutiles et de traitement privés illégaux dans la clinique dentaire scolaire dépendant de son département, n'est pas réélu. Le gouvernement est désormais composé de deux PS, deux UDC et un seul PLR, mais ce glissement à gauche est contrebalancé par le fait que le nouveau représentant de l'UDC, Dino Tamagni, est plus conservateur que son prédécesseur Ernst Landolt, qui s'éloignait régulièrement de la ligne du parti.

### Conseil d'État
| Candidats      | Candidats             | Partis         | Premier tour | Premier tour | Premier tour |
| Candidats      | Candidats             | Partis         | Voix         | Élu          |              |
| -------------- | --------------------- | -------------- | ------------ | ------------ | ------------ |
|                | Cornelia Stamm Hurter | UDC            | 16 686       | Oui          |              |
|                | Martin Kessler        | PLR            | 16 105       | Oui          |              |
|                | Walter Vogelsanger    | PS             | 15 774       | Oui          |              |
|                | Dino Tamagni          | UDC            | 14 032       | Oui          |              |
|                | Patrick Strasser      | PS             | 13 490       | Oui          |              |
|                | Christian Amsler      | PLR            | 8 880        | Non          |              |
|                | Divers                | Divers         | 4 703        |              |              |
| Total des voix | Total des voix        | Total des voix | 89 670       |              |              |

### Conseil cantonal
|                           |                                      |                           |        |       |      |        |               |  |  |
| Parti                     | Parti                                | Sigle                     | Voix   | %     | +/-  | Sièges | +/-           |  |  |
|                           | Union démocratique du centre         | UDC                       | 7 299  | 26,46 | 1,72 | 16     | 1             |  |  |
|                           | Parti socialiste                     | PS                        | 5 440  | 19,72 | 1,80 | 12     | 1             |  |  |
|                           | Parti libéral-radical                | PLR                       | 3 664  | 13,28 | 0,59 | 8      | 1             |  |  |
|                           | Vert'libéraux                        | PVL                       | 2 364  | 8,57  | 2,92 | 5      | 1             |  |  |
|                           | Liste alternative                    | AL                        | 1 693  | 6,14  | 0,92 | 4      | en stagnation |  |  |
|                           | Les Verts                            | PES                       | 1 543  | 5,59  | 1,66 | 3      | 1             |  |  |
|                           | Jeunes écologistes                   | PES                       | 925    | 3,35  | Nv.  | 2      | 2             |  |  |
|                           | Union démocratique fédérale          | UDF                       | 924    | 3,35  | 0,50 | 2      | en stagnation |  |  |
|                           | Parti démocrate-chrétien             | PDC                       | 879    | 3,19  | 0,48 | 2      | en stagnation |  |  |
|                           | Parti évangélique                    | PEV                       | 707    | 2,56  | 0,16 | 2      | 1             |  |  |
|                           | Jeunes Union démocratique du centre  | UDC                       | 668    | 2,42  | 0,42 | 1      | en stagnation |  |  |
|                           | Union démocratique du centre Agro    | UDC                       | 593    | 2,15  | 0,07 | 1      | en stagnation |  |  |
|                           | Union démocratique du centre KMU     | UDC                       | 381    | 1,38  | 0,44 | 1      | en stagnation |  |  |
|                           | Union démocratique du centre Seniors | UDC                       | 267    | 0,97  | 0,02 | 1      | en stagnation |  |  |
|                           | Jeunes libéraux-radicaux             | PLR                       | 235    | 0,85  | 0,80 | 0      | 1             |  |  |
|                           |                                      |                           |        |       |      |        |               |  |  |
| Votes valides             | Votes valides                        | Votes valides             | 11 990 | 97,24 |      |        |               |  |  |
| Votes blancs et invalides | Votes blancs et invalides            | Votes blancs et invalides | 331    | 2,76  |      |        |               |  |  |
| Total                     | Total                                | Total                     | 12 321 | 100   | -    | 60     | en stagnation |  |  |
| Abstention                | Abstention                           | Abstention                | 10 636 | 45,54 |      |        |               |  |  |
| Inscrits / participation  | Inscrits / participation             | Inscrits / participation  | 22 626 | 54,46 |      |        |               |  |  |